# Diogo Dalot
Pour les articles homonymes, voir Dalot.
Diogo Dalot, né le 18 mars 1999 à Braga, est un footballeur international portugais qui joue au poste de défenseur à Manchester United.

## Biographie

### En club

#### Débuts professionnels en équipe réserve
Diogo Dalot joue son premier match professionnel avec la réserve de Porto le 28 janvier 2017 titulaire et jouant tout le match lors d'une défaite 2-1 à Leixoes. Il marque son premier but en professionnel face au Varzim SC le 22 octobre 2017. Il marque face à la réserve de Benfica  le 6 janvier 2017. Lors de ce match, il est expulsé à la 78e minute de jeu. Dalot participe également à l'UEFA Youth League dont le premier match remonte au 20 octobre 2015 contre le Macabi Tel-Aviv. Le 17 octobre 2017, il est élu homme du match après avoir marqué un but et délivré une passe décisive contre Leipzig.

#### Premiers pas en équipe première
Dalot joue son premier match en équipe première le 18 février 2018 face à Rio Ave. Le 25 février 2018 il délivre deux passes décisives face à Portimonense.

#### Manchester United
Refusant les prolongations de contrat proposées par les Dragons, il est acheté par Manchester United le 30 mai 2018 contre la somme de 24 millions d'euros.
Après deux saisons en concurrence avec Ashley Young et Aaron Wan-Bissaka, Dalot est prêté pour une saison à l'AC Milan. Puis lors de la saison 2021-2022 des Mancuniens il fait la rotation avec Wan-Bissaka et devient un membre de l'équipe type lors de la saison suivante et dont le club active la prolongation d'un an de son contrat. Cinq mois après la prolongation d'un an, Dalot prolonge de quatre ans son contrat avec Manchester United après une saison 2022-2023 dans la peau de titulaire du onze des mancuniens.

### En équipe nationale
Avec les moins de 17 ans, il participe au championnat d'Europe des moins de 17 ans en mai 2016. Lors de cette compétition, il joue cinq matchs, inscrivant deux buts : contre les Pays-Bas en demi-finale, puis contre l'Espagne en finale. Le Portugal remporte le tournoi.
Il participe ensuite avec les moins de 19 ans au championnat d'Europe des moins de 19 ans qui se déroule en juillet 2016. Il joue trois matchs lors de ce tournoi. Le Portugal est battu en demi-finale par l'équipe de France.
Avec les moins de 20 ans, il dispute la Coupe du monde des moins de 20 ans en 2017. Il joue cinq matchs lors de ce mondial. Le Portugal est éliminé en quart de finale par l'Uruguay après une séance de tirs au but.
Il est appelé pour la première fois en sélection nationale le 13 juin 2021 en remplacement de Joao Cancelo, positif à la Covid-19 et contraint de déclarer forfait pour l'Euro 2020.
Le 10 novembre 2022, il est sélectionné par Fernando Santos pour participer à la Coupe du monde 2022.
En mai 2024, il fait partie de la liste des 26 joueurs convoqués par Roberto Martinez pour disputer l'Euro 2024.

## Statistiques

### En club
| Saison                | Club                  | Championnat           | Championnat | Championnat | Championnat | Coupe(s) nationale(s) | Coupe(s) nationale(s) | Coupe(s) nationale(s) | Supercoupe | Supercoupe | Supercoupe | Compétition(s) continentale(s) | Compétition(s) continentale(s) | Compétition(s) continentale(s) | Compétition(s) continentale(s) | Total | Total | Total |
| Saison                | Club                  | Division              | M.          | B.          | P.d.        | M.                    | B.                    | P.d.                  | M.         | B.         | P.d.       | Comp.                          | M.                             | B.                             | P.d.                           | M.    | B.    | P.d.  |
| 2017-2018             | FC Porto              | Primeira Liga         | 6           | 0           | 2           | 1                     | 0                     | 1                     | -          | -          | -          | C1                             | 1                              | 0                              | 0                              | 8     | 0     | 3     |
| 2018-2019             | Manchester United     | Premier League        | 16          | 0           | 2           | 3                     | 0                     | 1                     | -          | -          | -          | C1                             | 4                              | 0                              | 0                              | 23    | 0     | 3     |
| 2019-2020             | Manchester United     | Premier League        | 4           | 0           | 0           | 4                     | 1                     | 0                     | -          | -          | -          | C3                             | 3                              | 0                              | 0                              | 11    | 1     | 0     |
| 2020-2021             | Manchester United     | Premier League        | 0           | 0           | 0           | 1                     | 0                     | 0                     | -          | -          | -          | C1                             | 0                              | 0                              | 0                              | 1     | 0     | 0     |
| 2021-2022             | Manchester United     | Premier League        | 24          | 0           | 0           | 3                     | 0                     | 0                     | -          | -          | -          | C1                             | 3                              | 0                              | 0                              | 30    | 0     | 0     |
| 2022-2023             | Manchester United     | Premier League        | 26          | 1           | 2           | 6                     | 0                     | 0                     | -          | -          | -          | C3                             | 10                             | 1                              | 1                              | 42    | 2     | 3     |
| 2023-2024             | Manchester United     | Premier League        | 36          | 2           | 3           | 8                     | 1                     | 2                     | -          | -          | -          | C1                             | 6                              | 0                              | 0                              | 50    | 3     | 5     |
| 2024-2025             | Manchester United     | Premier League        | 33          | 0           | 3           | 6                     | 0                     | 2                     | 1          | 0          | 0          | C3                             | 13                             | 3                              | 0                              | 53    | 3     | 5     |
| 2025-2026             | Manchester United     | Premier League        | 1           | 0           | 0           | -                     | -                     | -                     | -          | -          | -          | -                              | -                              | -                              | -                              | 1     | 0     | 0     |
| Sous-total            | Sous-total            | Sous-total            | 140         | 3           | 10          | 31                    | 2                     | 5                     | 1          | 0          | 0          | -                              | 39                             | 4                              | 1                              | 211   | 9     | 16    |
| 2020-2021             | Milan AC (prêt)       | Serie A               | 21          | 1           | 1           | 2                     | 0                     | 0                     | -          | -          | -          | C3                             | 10                             | 1                              | 2                              | 33    | 2     | 3     |
| Total sur la carrière | Total sur la carrière | Total sur la carrière | 167         | 4           | 13          | 34                    | 2                     | 6                     | 1          | 0          | 0          | -                              | 50                             | 5                              | 3                              | 252   | 11    | 22    |

### En sélection
| Années                | Sélection             | Phases finales         | Phases finales | Phases finales | Phases finales | Éliminatoires | Éliminatoires | Éliminatoires | Éliminatoires | Amicaux | Amicaux | Amicaux | Autres compétitions | Autres compétitions | Autres compétitions | Autres compétitions | Total | Total | Total |
| Années                | Sélection             | Comp.                  | M.             | B.             | P.d.           | Comp.         | M.            | B.            | P.d.          | M.      | B.      | P.d.    | Comp.               | M.                  | B.                  | P.d.                | M.    | B.    | P.d.  |
| --------------------- | --------------------- | ---------------------- | -------------- | -------------- | -------------- | ------------- | ------------- | ------------- | ------------- | ------- | ------- | ------- | ------------------- | ------------------- | ------------------- | ------------------- | ----- | ----- | ----- |
| 2021                  | Portugal              | Euro 2020              | 2              | 0              | 0              | CdM 2022      | 1             | 0             | 0             | 1       | 0       | 1       | -                   | -                   | -                   | -                   | 4     | 0     | 1     |
| 2022                  | Portugal              | Coupe du monde 2022    | 3              | 0              | 1              | CdM 2022      | 1             | 0             | 0             | 1       | 0       | 1       | LdN                 | 1                   | 2                   | 0                   | 6     | 2     | 2     |
| 2023                  | Portugal              | -                      | -              | -              | -              | Euro 2024     | 6             | 0             | 0             | -       | -       | -       | -                   | -                   | -                   | -                   | 6     | 0     | 0     |
| 2024                  | Portugal              | Euro 2024              | 2              | 0              | 0              | Euro 2024     | -             | -             | -             | 4       | 0       | 0       | LdN                 | 5                   | 1                   | 0                   | 11    | 1     | 0     |
| 2025                  | Portugal              | Ligue des nations 2025 | 2              | 0              | 0              | -             | -             | -             | -             | -       | -       | -       | -                   | -                   | -                   | -                   | 2     | 0     | 0     |
| Total sur la carrière | Total sur la carrière | Total sur la carrière  | 9              | 0              | 1              | -             | 8             | 0             | 0             | 6       | 0       | 2       | -                   | 6                   | 3                   | 0                   | 29    | 3     | 3     |

#### Matchs internationaux
Le tableau suivant liste les rencontres de l'équipe du Portugal dans lesquelles Diogo Dalot a été sélectionné depuis le 23 juin 2021 jusqu'à présent :

#### Buts internationaux
| Buts internationaux de Diogo Dalot | Buts internationaux de Diogo Dalot | Buts internationaux de Diogo Dalot | Buts internationaux de Diogo Dalot | Buts internationaux de Diogo Dalot | Buts internationaux de Diogo Dalot | Buts internationaux de Diogo Dalot | Buts internationaux de Diogo Dalot | Buts internationaux de Diogo Dalot |
| 0                                  | Date                               | Lieu                               | Compétition                        | Résultat                           | Adversaire                         | Détail                             | Détail                             | Sél.                               |
| ---------------------------------- | ---------------------------------- | ---------------------------------- | ---------------------------------- | ---------------------------------- | ---------------------------------- | ---------------------------------- | ---------------------------------- | ---------------------------------- |
| 1er                                | 24 septembre 2022                  | Sinobo Stadium, Prague             | Ligue des nations 2022-2023        | 0 - 4                              | Tchéquie                           | 33e                                | 0 - 1                              | 6e                                 |
| 2e                                 | 24 septembre 2022                  | Sinobo Stadium, Prague             | Ligue des nations 2022-2023        | 0 - 4                              | Tchéquie                           | 52e                                | 0 - 3                              | 6e                                 |
| 3e                                 | 5 septembre 2024                   | Estádio da Luz, Lisbonne           | Ligue des nations 2024-2025        | 2 - 1                              | Croatie                            | 7e                                 | 1 - 0                              | 24e                                |

## Palmarès

### En club
| FC Porto (1)                                       | AC Milan (0)                                         | Manchester United (2) |
| -------------------------------------------------- | ---------------------------------------------------- | --- |
| - Championnat du Portugal (1) : - Champion en 2018 | - Championnat d'Italie (0) : - Vice-champion en 2021 | - Coupe d'Angleterre (1) : - Vainqueur en 2024 - Finaliste en 2023 - Coupe de la Ligue (1) : - Vainqueur en 2023 - Community Shield (0) : - Finaliste en 2024 - Ligue Europa (0) : - Finaliste en 2025 |

### En sélections
| Portugal -17 ans (1)                                     | Portugal (1)                                  |
| -------------------------------------------------------- | --------------------------------------------- |
| - Championnat d'Europe -17 ans (1) : - Vainqueur en 2016 | - Ligue des Nations (1) : - Vainqueur en 2025 |